# Aras Corp
Die Aras Corporation ist ein US-amerikanischer Softwarehersteller für Enterprise Open Source PLM-Anwendungen (Product-Lifecycle-Management). Das privat finanzierte Unternehmen hat seinen Firmensitz in Andover (Massachusetts), USA, sowie eine Europazentrale in Solothurn, Schweiz.

## Geschichte
Aras startete im Jahr 2000 in den USA. CEO und Firmengründer ist Peter Schroer. Im April 2008 eröffnete Aras in der Schweiz die Europazentrale für die Region EMEA (Europa, Naher Osten und Afrika).

## Produkte
Aras Innovator steuert Geschäftsprozesse rund um die Produktentwicklung in produzierenden Unternehmen wie beispielsweise im Maschinenbau, der Automobilindustrie und vergleichbaren High-Tech-Industrien mit komplexen Produkten.
Die Software basiert auf einer service-orientierten Architektur (SOA) und ist als Enterprise-Open-Source-Lösung unter der Microsoft Public Lizenz (Ms-PL) verfügbar. Der Kern von Aras Innovator, das so genannte Framework, wird als freier Download angeboten, ist aber nicht als Open Source erhältlich. Alle darauf basierenden Geschäftsanwendungen sind jedoch als Open Source frei verfügbar. Auf dem Server wird Microsofts SQL Server, IIS und das .Net-Framework vorausgesetzt, als Webbrowser auf dem Client wird Versionsabhängig nur der Internet Explorer, bei neueren auch der Firefox, unterstützt.
Zusätzlich zum klassischen PLM-Funktionsumfang unterstützt die Anwendung das Projektmanagement nach PMI (Project Management Institute) und APQP, die Produktentwicklung inklusive CMII-Methoden für das Change Management sowie die Qualitätssicherung mit FMEA Risiko Management.
Die Aras Corp bietet Unternehmen optional einen kostenpflichtigen Subskriptionsvertrag für Aras Innovator an. Kunden erhalten dadurch Leistungen wie Wartung, Support, (regelmäßige) Updates sowie eine Beratung bei der Implementierung. Ohne Subskriptionsvertrag kann die Software nicht mit Updates versorgt werden bzw. auf eine höhere Version umgestellt werden. Verfügbar sind auch Integrationslösungen für bestehende Unternehmenssoftware wie CAD und ERP.

## Einsatz in Forschung und Wirtschaft
Laut Unternehmensangaben wird Aras Innovator unter anderem verwendet bei Motorola, Rolls-Royce, General Electric, Xerox, Fox Electronics, Zyxel, der US Army, Freudenberg, Ubidyne und AIRBUS. Aras Innovator wird an der Technischen Universität Kaiserslautern am Lehrstuhl für Virtuelle Produktentwicklung (VPE) sowie an der Technischen Universität Dresden an der Professur für Konstruktionstechnik/CAD zu Lehrzwecken eingesetzt.
Unternehmen sparen durch diese Open-Source-Lösung die Lizenzkosten gegenüber vergleichbarer PLM-Software (von Anbietern wie Siemens PLM, Oracle/Agile PLM oder SAP), dafür werden bei Aras Innovator die für einen Produktivbetrieb notwendigen (jährlichen) Subskriptionskosten im fünfstelligen Bereich fällig. Üblicherweise kostet eine PLM-Einführung je nach Unternehmensgröße und Anzahl der Nutzer einen fünf- bis sechsstelligen Betrag.